# جشنواره فیلم کن ۱۹۴۹
سومین دوره جشنواره فیلم کن بعد از برگزار نشدن دور قبل در ۱۷-۲ سپتامبر ۱۹۴۹ برگزار شد. در این دوره نخل طلا به کارول رید برای فیلم مرد سوم رسید.

## برندگان
- نخل طلا: کارول رید برای فیلم مرد سوم
- جایزه بهترین بازیگر مرد جشنواره فیلم کن: ادوارد جی. رابینسون برای فیلم خانه غریبه
- جایزه بهترین بازیگر زن جشنواره فیلم کن: آیسا میراندا برای فیلم دیوارهای مالاپاگا
- جایزه بهترین کارگردان جشنواره فیلم کن: رنه کلمان برای فیلم دیوارهای مالاپاگا
- جایزه بهترین فیلم‌نامه جشنواره فیلم کن: برای فیلم مرزهای از دست داده